# Дворец детского творчества (Рязань)
Ряза́нский городско́й Дворе́ц де́тского тво́рчества (РГДДТ) (первоначально — Рязанский Дворец пионеров, с 1992 года — Дворец творчества детей и юношества, с 1999 года принято современное название) — памятник архитектуры советского периода, расположенный в Советском районе города Рязани.

## История и современность
В документах партийного архива Рязанского обкома КПСС говорится, что открытие детского клуба было приурочено к годовщине смерти Владимира Ильича Ленина. 5 января 1925 года бюро Рязанского губкома комсомола приняло решение об открытии в Рязани городского клуба юных пионеров, который начал работу 1 апреля 1925 года и объединил две сотни подростков, занимавшихся в четырёх кружках. Молодой организации было выделено здание бывшего Летнего клуба Дворянского собрания в городском парке (нынешнего областного научно-методического Центра народного творчества).
28 февраля 1936 года клуб юных пионеров был преобразован в Дом пионеров: бюро Рязанского райкома комсомола объединило разрозненные внешкольные учреждения (райпионердом, дом художественного воспитания детей, детскую техническую станцию) в единый пионерский дом. В здании бывшего Летнего клуба были устроены десять комнат для работы пионеров и зрительный зал на триста мест. Количество кружков и клубов неуклонно росло: среди них представлены изостудия, фотостудия и авиамодельная студия, театр кукол, духовой оркестр и оркестр народных инструментов, клуб собаководов и радиоклуб, литературный блок, краеведческий кружок, спортивный центр и другие направления.
С началом Великой Отечественной войны коллектив Дома пионеров поддержал лозунг «Всё для фронта! Всё для победы!» — юные воспитанники бросили все силы для помощи фронту. По инициативе организации пионеры области начали сбор средств на строительство истребителя «Рязанский пионер», танковой колонны «Юный пионер», бронепоезда «Рязанский ученик». В зиму 1941 года кружковцы получили военный заказ на пошив тёплых безрукавок, воспитанницы студий рукоделия вязали варежки и вышивали кисеты, которые посылками доставлялись на фронт. Бригады творческих активистов давали концерты в местном госпитале и выезжали с выступлениями на фронт. За помощь фронту, активную работу с детьми в годы войны Дом пионеров был награждён Почётной грамотой ВЦСПС.
К началу 1950-х годов число воспитанников возросло до тысячи человек, а количество студий и кружков — до тридцати девяти. Площади используемого небольшого деревянного дома стали явно недостаточны, в связи с чем в 1952 году государство выделило 9,5 миллионов рублей и началось строительство нового Дворца пионеров. Архитекторами проекта выступили И. П. Антипов и И. Н. Чистосердова. Стройка по тем временам развернулась колоссальная — общий размер здания превышал 5 тысяч м², а на площади в 3,5 гектара был разбит парк и сквер с большим фонтаном-каскадом. В сооружении и оборудовании Дворца принимали участие промышленные предприятия Рязани. Строительство было завершено досрочно — к 40-й годовщине Великой Октябрьской социалистической революции. 5 ноября 1957 года, в 19 часов рязанским детям были переданы ключи от нового Дворца пионеров. В нём размещены зрительный зал на 573 места, зал массовых игр и танцев площадью более 150 м², лекторий на 100 мест, гимнастический зал с душевыми, стрелковый тир, зимний сад и многое другое. С 1 января 1958 года на основании Постановления Совета Министров РСФСР Дворец пионеров стал именоваться Рязанским Дворцом пионеров имени В. И. Ленина.
За первое десятилетие число воспитанников нового Дворца выросло до трёх тысяч человек, а посещение центра молодёжной культуры вошло в обязательную программу международных молодёжных делегаций из социалистических стран. В 1959 году функционировало девяносто шесть кружков. 13 мая 1966 года Дворец встречал первую женщину-космонавта Валентину Терешкову. В 1977/1978 учебном году Дворец пионеров занял III место в республиканском смотре внешкольных учреждений, посвящённом 60-летию Великого Октября. 1 апреля 1980 года Рязанский городской Дворец пионеров был награждён Грамотами ЦК ВЛКСМ, Центрального совета пионерской организации и Министерства просвещения РСФСР. В 1980-е годы активно расширялась сеть филиалов — в новых школах Рязани было открыто около полусотни кружков и студий, курируемых сотрудниками Дворца пионеров.
В 1993 году был построен спортивный комплекс с бассейном и тренировочными залами. С 2006 во Дворце детского творчества открылся филиал — детский оздоровительно-образовательный Центр «Смена» в Солотче.
РГДДТ сегодня — это около трёхсот пятидесяти детско-юношеских объединений, кружков и секций, в которых занимается более пяти тысяч детей в возрасте от пяти до восемнадцати лет.
Руководители клуба, Дома и Дворца
- Денисова Клавдия Дмитриевна (1941—1971)
- Варакина Лидия Петровна (1971—1993)
- Шувалов Александр Иванович (1993—2007)
- Меликов Юрий Алексеевич (2007—2022)
- Пыжонкова Татьяна Евгеньевна (с 2022 года)

## Архитектура

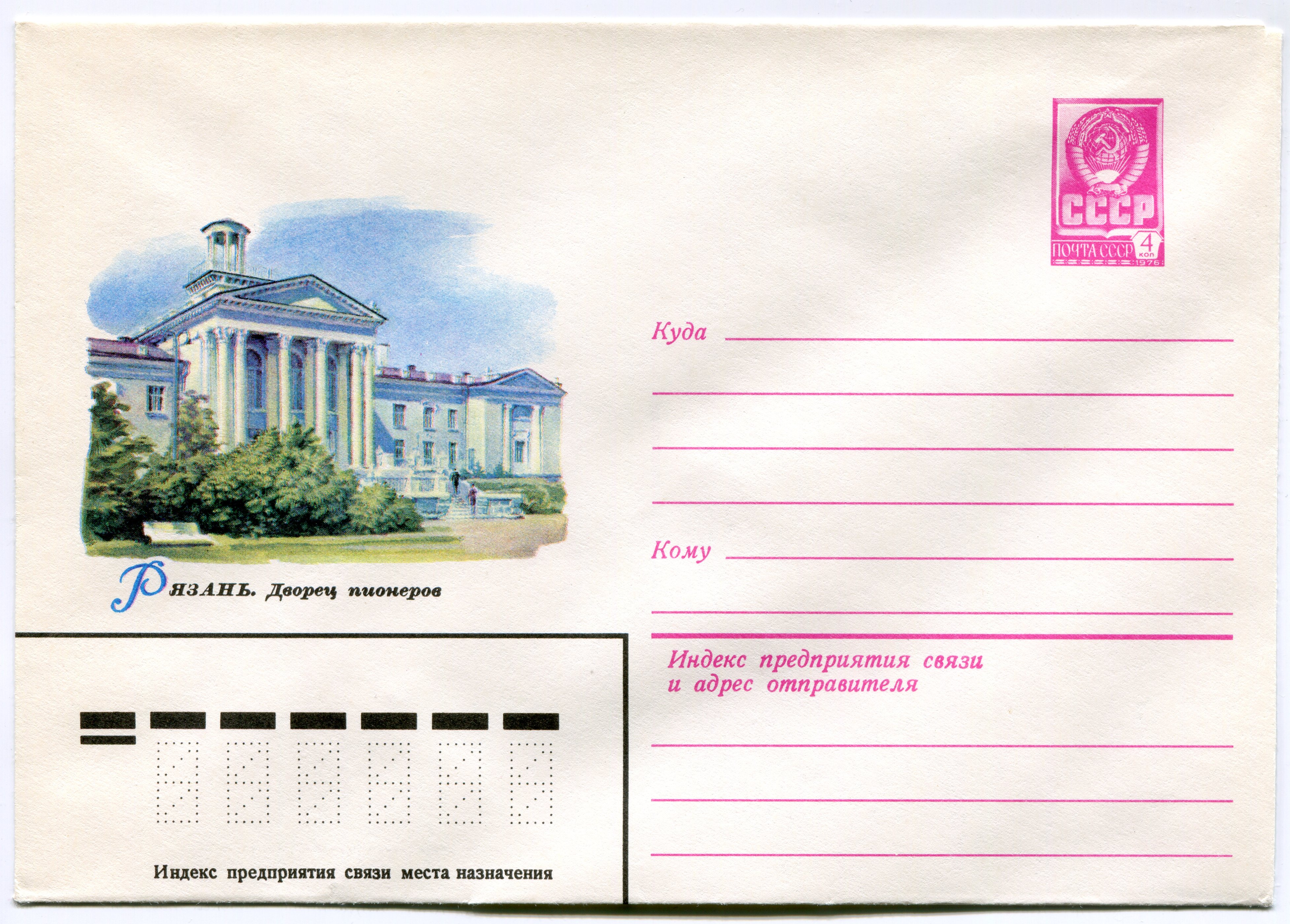
Рязань. Дворец пионеров

Своеобразие и торжественность сооружению придаёт объемно-пространственная композиция двухэтажного, разновысотного на подвалах здания с квадратной башней над средним повышенным корпусом, увенчанной сквозным восьмиугольным павильоном с бельведером и высоким шпилем со звездой на вершине; а также соединённые лестницами террасы юго-восточного фасада с вазами на тумбах. Средняя часть главного и дворового фасадов и боковые фланги пятичастного главного фасада отмечены ризалитами. Средний из них — шестиколонный портик композитного ордера, пары крайних колонн сближены, завершён треугольным фронтоном, в середине ризалита главный вход в прямоугольном портале. Стройная колоннада не закрывает арочные проёмы трёх больших окон второго этажа c архивольтами в их обрамлении — они устроены как дополнительный акцент над входной дверью и окнами первого этажа. Пилястры среднего ризалита главного фасада, соответствующие колоннам. Ризалиты флангов — с двухколонными ионическими портиками в антах. Присутствуют рамочные наличники с прямыми сандриками на кронштейнах в оформлении проёмов боковых флангов главного фасада, над ними вверху — полуциркульная ниша с лепной виньеткой, изображающей пионерский значок в окружении венка и лент. Два верхних окна, расположенных на чётных осях в частях главного фасада между средним и фланговыми ризалитами, украшены лучковыми сандриками на кронштейнах и имеют под собой круглые филёнки. Средний ризалит дворового фасада трактован как трехэтажный четырехпилястровый портик. Структура внутреннего двора замкнутая с двумя проездами. Здание снабжено лоджиями и высокими аттиками над проездами на средних осях северо-восточного и юго-западного фасадов.
В декоративно-художественном оформлении интерьеров использованы лепные штукатурные розетки, металлические ажурные решётки на вентиляционных проемах и потолочные карнизы. Вестибюль украшен колоннами (с отвечающими им на стенах пилястрами) квадратного сечения с капителями, содержащими ромбовидные розетки. Парадная трехмаршевая лестница с ограждением из фигурных деревянных балясин. Кессонный потолок с лепными розетками на пересечении кессонов. Фойе перед зрительным залом также имеет колонны (на стенах им отвечают пилястры) квадратного сечения с капителями, содержащими круглые розетки. Зрительный зал оборудован парными пилястрами коринфского ордера, завершенными антаблементом с дентикулами в карнизе; гигантские арки на продольных стенах между пилястрами, прорезаны на западной стене окнами, на восточной — арочными проемами зрительских лож. Танцевальный зал снабжён колоннами и пилястрами большого коринфского ордера (завешены высоким развитым антаблементом), чередующимися с крупными арочными проёмами окон (на южной стене) и ниш; балюстрада второго света и под проемами окон: профилированные карнизы с дентикулами; потолочные филёнки; паркет. Фойе перед балконом зрительного зала тоже имеет колонны квадратного сечения, пилястры с капителями, стенную нишу с арочным завершением и профилированные потолочные карнизы.
Проект нового рязанского Дворца пионеров и школьников понравился экспертам из Госстроя, в связи с чем было решено тиражировать его как образцовый. Так появилось около двух десятков «клонов» рязанского здания: в отечественных городах Брянске (1960), Казани (1961), Орле (1961), Тюмени (1958), Уфе (1958) и в заграничном Улан-Баторе. Но в Рязани оно более удачно расположено в пространстве, сохраняя достоинство и своеобразное величие сталинского ампира. В виде цельного архитектурного ансамбля дворец представлен только в Рязани.
7 августа 2017 года здание дворца и прилегающая к нему территория включены в государственный реестр объектов культурного наследия народов Российской Федерации.

## Достопримечательности на территории Дворца детского творчества

Памятник лицеисту Пушкину

Здание Двореца детского творчества расположено в середине обширного парка, занимающего участок между улицами Есенина, Садовой, Щедрина и Вознесенской, и стоит на вершине пологого склона, спускающегося к улице Есенина. Перед главным, юго-восточным, фасадом разбит сад с террасами и фонтаном.
- Фонтан
- Скульптурная композиция, изображающая двух пионеров-туристов в середине нижней террасы перед главным входом
- Гимназист Володя Ульянов, ранее возвышавшийся на постаменте в примыкавшем к Дворцу со стороны нынешней улицы Вознесенской городском детском парке. В 1990-е годы скульптура демонтирована, вместо неё сейчас установлен скромный вазон
- Памятник А. С. Пушкину, скульптор А. М. Ненашева
- Арт-объект «Гриб-пионер»